# Odontria sylvatica
Odontria sylvatica är en skalbaggsart som beskrevs av Thomas Broun 1880. Odontria sylvatica ingår i släktet Odontria och familjen Melolonthidae. Inga underarter finns listade i Catalogue of Life.